# Montigny-aux-Amognes
Montigny-aux-Amognes è un comune francese di 564 abitanti situato nel dipartimento della Nièvre nella regione della Borgogna-Franca Contea.

## Società

### Evoluzione demografica
Abitanti censiti